# Daniela Neunast
Daniela Neunast   (Potsdam, 19 de setembre de 1966) és una exremadora alemanya, que feia de timoner, que va competir durant les dècades de 1980 i 1990. Fins a la reunificació alemanya ho va fer sota bandera de la República Democràtica Alemanya.
El 1988 va prendre part en els Jocs Olímpics de Seül, on guanyà la medalla d'or en la prova del vuit amb timoner del programa de rem. Quatre anys més tard, als Jocs de Barcelona, guanyà la medalla de bronze en la mateixa prova del vuit amb timoner del programa de rem. La tercera i darrera participació en uns Jocs fou el 1996, a Atlanta, on fou vuitena en la prova del vuit amb timoner. En el seu palmarès també destaquen una medalla d'or, dues de plata i una de bronze al Campionat del món de rem.